# Agadir musée d'art
Agadir musée d'art est un musée d'art situé à Agadir, au Maroc, exposant des artistes marocains et étrangers, ainsi qu’une importante collection du patrimoine culturel national. Annoncé, en 2022, le musée a été inauguré en avril 2023 par Aziz Akhannouch le maire de la ville et aussi chef du gouvernement.

## Création
Le bâtiment, situé dans le centre ville, a longtemps été un musée du patrimoine local et appartenait à la municipalité. Il a fait l’objet de travaux de réaménagement. dans le cadre du "programme de développement urbain d’Agadir (2020-2024)".
Désormais, le musée relève d’un partenariat entre le Conseil communal de la ville d’Agadir, la wilaya de la région de Souss-Massa et la Fondation nationale des musées.

## Collections
Le parcours de l'exposition amène le visiteur à explorer en cinq sections : 
- traditions et identité culturelle marocaine au fil des siècles ;
- panorama de scènes urbaines exotiques et modernes ;
- abstraction et mémoire ;
- reproduction de paysages naturels ;
- le corps humain;

Le musée présente une exposition permanente de 150 œuvres d’artistes marocains et étrangers, objets de la donation du mécène El Khalil Belguench.
On y trouve aussi un riche éventail de pièces ethnographiques tels que des bijoux, des tapis, des poteries et des céramiques. De nombreux artefacts reflétant le patrimoine culturel national ont été sélectionnés pour être présentés aux visiteurs : Peintures, bijoux, tapis, porcelaines, poteries, essentiellement amazighes (berbères).